# BMW R 75
BMW R 75 Sahara – niemiecki wojskowy motocykl z bocznym wózkiem skonstruowany na zamówienie Wehrmachtu, z okresu II wojny światowej.

## Historia
Motocykl BMW R 75 jest najsłynniejszym motocyklem wojskowym, produkowanym przez fabrykę w Monachium. Jego konstrukcja wywodziła się bezpośrednio z motocykla BMW R 71, który z kolei stanowił wersję rozwojową motocykla BMW R 12. Początkowo planowano, że właśnie R 71 będzie podstawowym motocyklem Wehrmachtu. Później jednak okazało się, że R 12 jest tak doskonałą konstrukcją, że zaniechano jego modernizacji. Postanowiono zbudować zupełnie nowy motocykl wojskowy. W 1937 niemieckie dowództwo złożyło zamówienie na opracowanie konstrukcji motocykla wojskowego o podwyższonych możliwościach jazdy w terenie (z napędem koła wózka bocznego).
Miał on posiadać prześwit 150 mm. Prześwit błotników miał umożliwiać montaż na kołach łańcuchów śniegowych. Maksymalna prędkość miała wynosić 90 km/h. Stała prędkość marszowa miała odpowiadać szybkości poruszania się piechoty i wynosić 3–4 km/h. Pojazd miał być wyposażony w jarzmo do mocowania karabinu maszynowego MG 34 oraz przewozić 3 żołnierzy z pełnym oporządzeniem.
Zamówienia otrzymały trzy firmy: DKW, BMW i Zündapp. Już na początku odpadła firma DKW ze swoim motocyklem NZ 500. Ostatecznie do produkcji skierowano pojazdy obu pozostałych firm. Były to motocykle BMW R 75 i Zündapp KS 750. Pojazd firmy Zündapp został uznany za lepszą konstrukcję. Zaproponowano nawet BMW jego licencyjną produkcję. Propozycja spotkała się z odmową. Firma BMW uzyskała mimo tego zamówienia na dostawy motocykli swojej konstrukcji. Nakazano jednak przeprowadzić unifikację niektórych podzespołów. W rezultacie oba pojazdy miały identyczne napędy tylnego koła z mechanizmem różnicowym, hamulce hydrauliczne oraz obręcze kół. Uprościło to nieco dostawy części zamiennych. Produkcję nowego pojazdu rozpoczęto na początku 1941, była ona kontynuowana jeszcze przez pewien czas po zakończeniu wojny. Motocykl BMW R 75 był nieustannie modernizowany. W pierwszej kolejności wzmocniono dźwignię hamulca nożnego i blokadę mechanizmu różnicowego. Poprawiono często łamiącą się sprężynę skrzyni biegów. Zmodyfikowano przednie zawieszenie z zaopatrzeniem go w osłonę z gumy. karbowanej. Usunięto światło pozycyjne zamontowane na wózku.

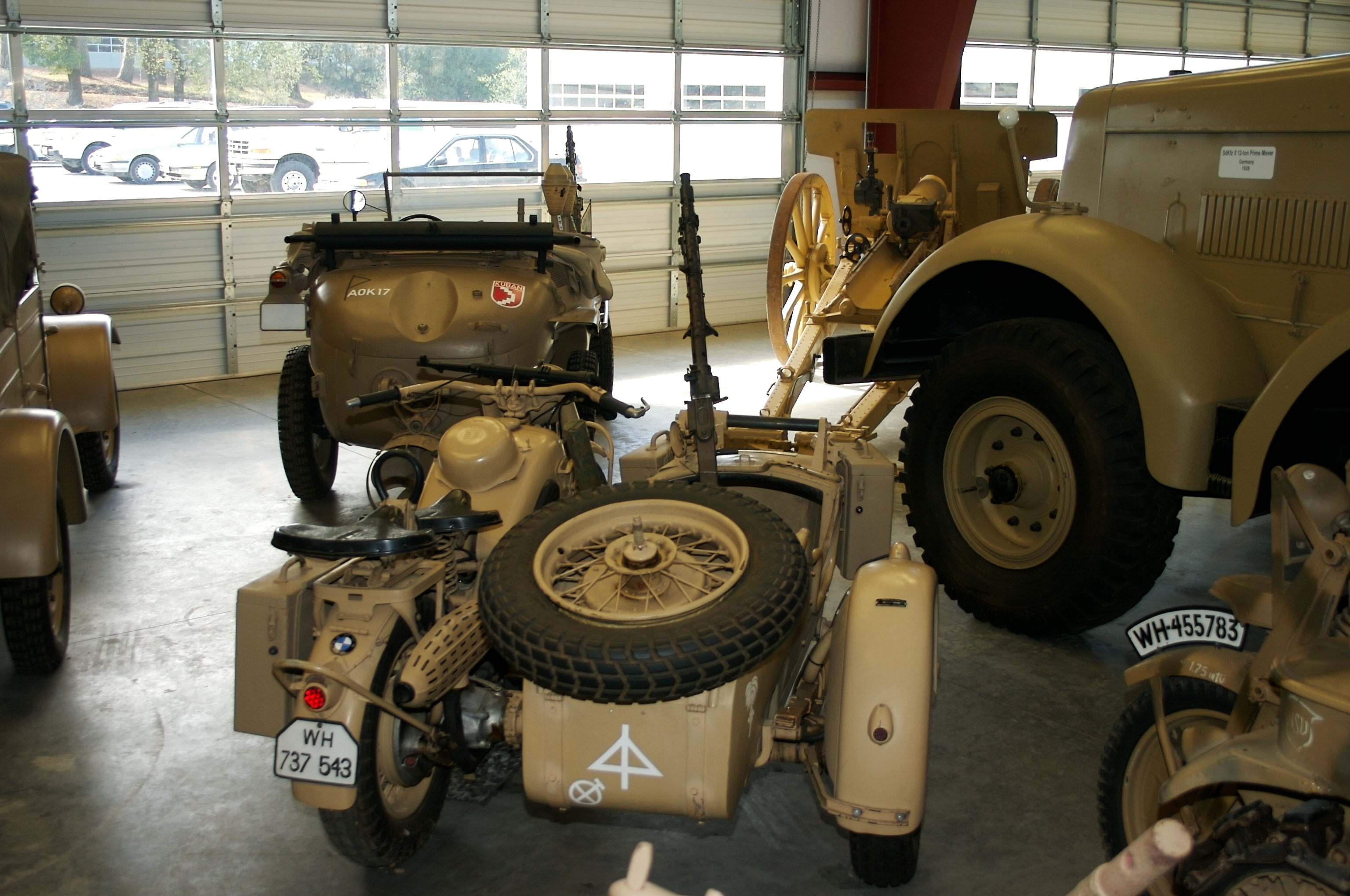
BMW R75 widok z tyłu

## Służba
Motocykle BMW R 75 były stosowane przez wszystkie rodzaje wojsk armii niemieckiej na wszystkich frontach II wojny światowej. Wykorzystywane były do zadań rozpoznawczych, łącznikowych, transportowych, układania kabli telefonicznych itp.

## Konstrukcja
Rama motocykla BMW R 75 składała się z wymiennych elementów spawanych z rur stalowych. Zawieszenie tylne – sztywne. Zawieszenie przednie – teleskopowe z amortyzacją olejową. Stosowano w nim olej silnikowy.
Napęd motocykla stanowił dwucylindrowy, czterosuwowy, górnozaworowy silnik gaźnikowy BMW M 56 Baumuster 275, zbudowany w układzie przeciwsobnym (bokser). Skok i średnica tłoka wynosiła 78 mm. Pojemność skokowa wynosiła 745 cm³. Stopień sprężenia 5,6-5,8. Moc silnika wynosiła 26 KM przy 4400 obr./min. Maksymalny moment obrotowy 5 kGm, osiągano przy 3600 obr./min. Filtr powietrza typu mokrego. Był on początkowo umieszczony w obudowie skrzyni biegów. W późniejszym okresie przeniesiono go nad zbiornik paliwa w miejsce, gdzie pierwotnie znajdowała się skrzynka narzędziowa. Silnik motocykla wyposażony był w gaźniki Gräzin Sa 24/1 (prawy cylinder) i Sa 24/2 (lewy). Zapłon iskrownikowy z iskrownika Noris ZG 2a lub Bosch FJ 2R 134. Wałek rozrządu, prądnica i iskrownik, były napędzane przez silnik za pośrednictwem koła zębatego.
Motocykl był wyposażony w skrzynię biegów posiadającą 4 biegi szosowe, 3 biegi terenowe i bieg wsteczny. Próba przełączenia dźwigni na 4 bieg terenowy powodowała rozłączenie napędu. Biegi szosowe można było przełączać dźwignią nożną lub ręczną. Biegi terenowe oraz bieg wsteczny można było przełączać tylko dźwignią ręczną. Przełożenia:
- I bieg 3,22 i 4,46 (bieg terenowy) – 22 i 14 (bieg terenowy) km/h
- II bieg 1,83 i 2,54 – 44 i 24 km/h
- III bieg 1,21 i 1,67 – 66 i 42 km/h
- IV bieg 0,90 – 92 km/h
- bieg wsteczny 2,41 i 3,3 (przełożenie terenowe)

Wymiary pojazdu: długość 2400 mm, szerokość 1730 mm, wysokość 1000 mm. Rozstaw osi 1444 mm. Rozstaw kół 1380 mm. Prześwit motocykla 150 mm. Prześwit wózka 270 mm. Według danych fabrycznych pojazd osiągał prędkość maksymalną 92 km/h. Pojemność zbiornika paliwa wynosiła 24 litry, w tym 3 litry rezerwy. Pojemność zbiornika oleju – 2 litry. Na drodze asfaltowej, jadąc z prędkością 61 km/h, zużywano 6,7 l/100 km. W czasie jazdy terenowej, zużycie paliwa osiągało 9 l/100 km. Zasięg obliczeniowy wynosił 360 km. Promień skrętu w prawo wynosił 3,6 m, zaś w lewo – 4,7 m.
Masa własna motocykla wynosiła 400 kg a ładowność do 400 kg. Masa bojowa – 820 kg. Pojazd wyposażony był w opony o wymiarach 4,50-16 z felgami 3,00Dx16. Ciśnienie w przednim kole – 1,75 atm. W tylnym – 2,75 atm. W kole wózka – 1,75 atm.
Koło tylne motocykla i koło wózka miało bębnowe hamulce hydrauliczne, koło przednie wyposażone w mechaniczny hamulec szczękowy. Bębny hamulcowe miały średnicę 230 mm. Po odczepieniu wózka od motocykla, specjalny zawór automatycznie odcinał przepływ płynu hamulcowego.
Wózki boczne (kosze) typu W Krad B 2, były produkowane przez firmę Steib.
Wózek miał konstrukcję spawaną z rur stalowych. Był on amortyzowany wahaczem, który był równocześnie obudową napędu jego koła.
Kosz zawieszony był na dwóch półresorach. Z przodu był mocowany do ramy wózka uchwytami z amortyzatorami gumowymi. Miał on pokryte dermą siedzenie i pokrowiec ochronny.